# Bomolocha palparia
Bomolocha palparia är en fjärilsart som beskrevs av Walker 1861. Bomolocha palparia ingår i släktet Bomolocha och familjen nattflyn. Inga underarter finns listade i Catalogue of Life.